# ピアノ協奏曲第2番 (ベートーヴェン)
ピアノ協奏曲第2番（ピアノきょうそうきょくだいにばん）変ロ長調 作品19は、ルートヴィヒ・ヴァン・ベートーヴェンが1786年から1795年にかけて作曲したピアノ協奏曲。「第2番」とされているが、実際は第1番よりも先に作曲されている。
楽曲の規模や楽器の編成の点では第1番よりも小さく、またハイドンやモーツァルトの影響が強く残っている作品であるが、随所にベートーヴェンの個性と独創性が窺える。

## 概要
従来は1793年頃から作曲とされていたが、近年になって作曲は1786年頃（あるいは翌年）から着手されたことが判明しており、順列としては、ピアノ協奏曲第0番 変ホ長調（WoO.4）の次に作曲に着手したことになる。また本作には4種類の改訂稿が存在し、これらの改訂稿はそれぞれボンに住んでいた時期（1790年頃,作曲者は当時20歳）から1798年（当時28歳）にかけて施している。
完成は1795年3月になされ、初演は同年の3月29日にウィーンのブルク劇場で催された慈善演奏会にて、ベートーヴェンのピアノ独奏によって行われた。この初演は作曲者にとって初のウィーンでのデビューであった。
カデンツァはベートーヴェン自身により1曲書かれ、81小節ある。これは後援者のルドルフ大公のために1809年頃に書かれたとされる。

## 出版・献呈
- 出版:1801年12月にライプツィヒのホフマイスター・ウント・キュネル社より。本来は第1番より9ヶ月遅く楽譜が出版されたため第2番になったという。また出版時のエピソードとして、「ピアノ・パートはまだ書き上がっておらず、今になってやっと書いた」と出版社へ手紙を書き送っている。

- 献呈:ウィーンの宮廷顧問官のカルル・ニクラス・フォン・ニケルスベルクに献呈[注釈 4]。

## 改訂
ベートーヴェンは本作を4度にわたって改訂を施しているが、本人は書簡において「あまり最良の出来とは言えない」と述べていることから、この作品に自信を持っていなかった。
初稿（1786年から1790年頃まで）
初稿はボンで活動していた時期に完成されている。
第2稿（1793年）
第3稿と同じくウィーンにて施された。本来終楽章として計画されていた変ロ長調のロンド（WoO.6）はこの改訂時に生み出され、同年中に演奏されたが、ベートーヴェンは第3稿の作成の際にこのロンド楽章を除外している（このロンドは死後発見された）。
第3稿（1794年及び1795年）
第2稿と同じくウィーンにて。前述のロンド楽章を外し、現在知られている形の楽章として作成された。また第1楽章の一部とピアノのパートの変更を施している。
第4稿（1798年）
決定稿。ベートーヴェンが3回目となるプラハへ旅行していた1798年10月に施された。第4稿の初演は同地で行われている。

## 楽器編成
楽器編成が小さい理由は、はじめ貴族の私邸で演奏することを想定して作曲したからではないかといわれている。
独奏ピアノ、フルート1、オーボエ2、ファゴット2、ホルン2、弦五部

## 曲の構成
全3楽章構成。演奏時間は約28分。
第1楽章 アレグロ・コン・ブリオ（Allegro con brio）
変ロ長調、4分の4拍子。協奏風ソナタ形式。
第2楽章 アダージョ（Adagio）
変ホ長調、4分の3拍子。変奏曲形式による緩徐楽章。
第3楽章 ロンド.モルト・アレグロ（Rondo, Molto allegro）
変ロ長調、8分の6拍子。ロンド形式。